# Platygonus compressus
Platygonus compressus (плоскоголовий пекарі) є вимерлим видом ссавців з родини Tayassuidae, який мешкав у Північній та Південній Америці в плейстоцені. Вперше його описав у 1848 році Джон Л. Леконт.

## Опис
Плоскоголовий пекарі мав висоту в плечах близько 75 см і вагу близько 30 кг. Інші джерела оцінюють його розміром як дикий кабан. Розміри відрізняються в різних місцях, де вони були знайдені.
Викопні черепи свідчать про невеликий мозок, але хороший нюх і зір. Було припущено, що носова порожнина забезпечувала фільтрацію холодного, сухого та запорошеного повітря. Platygonus compressus мав подовжені кінцівки, коротку плечову кістку, широкі та прямостоячі грудні хребці та велику лопатку. Тому було висловлено припущення, що цей вид міг швидше ходити пішки, ніж сучасні види пекарі. В іншому вони, ймовірно, були дуже схожі на свого найближчого живого родича. Генетичний аналіз, проведений у 2017 році, вказує на те, що плоскоголовий пекарі є сестринським таксоном клади, що включає сучасні види пекарі, а оцінки дат розбіжностей припускають, що, якщо сучасна диверсифікація пекарі відбулася в Південній Америці, тоді їхній спільний предок мав розселитися з Північної Америки. Америки до Південної Америки задовго до створення Панамського перешийка, приблизно три мільйони років тому